# Over the Rainbow
Over the Rainbow, у преводу Изнад дуге, је песма коју је америчка глумица Џуди Гарланд отпевала у филму Чаробњак из Оза из 1939. Освојила је Оскара за најбољу оригиналну песму. Америчко удружење дискографских кућа и Национална организација за уметност сврстали су је на листу 25 најбољих песама 20. века. На листи 100 година АФИ-ја... 100 песама песма је заузела 1. место
Песма је поп балада, за коју је текст написао Јип Харбург, а композицију Харолд Арлен. Гарланд је у својој препознатљивој улози Дороти Гејл отпевала песму након 5 минута од почетка филма.
Песму су касније обрадиле и многе познате певачице, међу којима су Аријана Гранде и Ева Касиди. На српском језику песму је обрадила Беби Дол.

## Порекло песме
Арлен и Харбург су претходно радили као тандем на бројним песмама. Харбург је једном приликом изјавио да је био инспирисан девојчицом која је била у невољи и желела је да оде из Канзаса, једног суморног безбојног места, а једино на чему је она видела боје јесте дуга. С друге стране Арлен је до инспирације за композицију дошао док се возио са својом супругом Ањом.

## О песми
Девојчица по имену Дороти Гејл сања о лепшем животу у земљи која је негде ту изнад дуге. Жеља јој се оствари када је торнадо однесе у чаробну земљу Оз, али она тек тада схвата да нигде није као код куће.